# 금연주식회사
《금연주식회사 - 담배를 끊게 해드립니다》는 1992년 12월 13일에 MBC TV에서 방영한 베스트극장이다.

## 줄거리
대기업의 중견간부이자 건실한 가정의 가장인 연호는 소문난 골초로, 정도가 너무 심해 아내에게 타박을 받고, 직장에서는 인사에까지 영향을 미쳐 부장 승진에서 누락되는 일까지 생긴다. 연호는 몇 번이나 금연을 결심하지만 유유부단한 성격과 담배의 유혹을 이기지 못하고 번번이 실패한다. 그러다 우연히 만난 친구 도식으로부터 ‘금연주식회사’를 소개받는다.

## 출연

### 주요 인물
- 연규진 : 정연호 역
- 양미경 : 연호의 아내 역
- 문영수 : 박 부장 역

### 그 외 인물
- 나영진 : 김도식 역 - 연호의 친구
- 신귀식
- 오승명
- 이도련
- 장순천
- 송영웅
- 김민수
- 순동운
- 임대호
- 강문희
- 조춘
- 최재호
- 장효선
- 최유미
- 김일중
- 서장석
- 김현숙
- 조현숙